# 휘문고등학교 농구단
휘문고등학교 농구단(徽文高等學校籠球團, Whimoon High School Basketball Club)은 대한민국 서울특별시에 있는 야구 선수단이다. 휘문고등학교가 운영하는 U-18 야구단이며, 1925년에 창단되었다.

## 시즌별 성적
| 시즌 | 대회                         | 참가 | 경기 | 승 | 무 | 패 | 득 | 실 | 차  | 승률  | 순위 |
| ---- | ---------------------------- | ---- | ---- | -- | -- | -- | -- | -- | --- | ----- | ---- |
| 1925 | 전조선농구전                 | 13   | 2    | 1  | 0  | 1  | 21 | 39 | -18 | 0.500 | 8강  |
| 1925 | 전조선중등학교농구대회 (A팀) | 10   | 2    | 1  | 0  | 1  | 26 | 24 | +2  | 0.500 | 8강  |
| 1925 | 전조선중등학교농구대회 (B팀) | 10   | 1    | 0  | 0  | 1  | 12 | 16 | -4  | 0.000 | 8강  |

## 참고 문헌
- “스포츠지원포털 등록 현황”. 대한체육회.
- “대한체육회 국내종합경기대회”. 대한체육회.
- 《대한체육회 50년》. 대한체육회. 1970. 2020년 11월 8일에 원본 문서에서 보존된 문서. 2022년 11월 5일에 확인함.
- 《대한체육회 70년사》. 대한체육회. 1990. 2020년 11월 8일에 원본 문서에서 보존된 문서. 2022년 11월 5일에 확인함.
- 《대한체육회 90년사》. 대한체육회. 2011. 2020년 11월 8일에 원본 문서에서 보존된 문서. 2022년 11월 5일에 확인함.
- 대한체육회 100주년 기념사업부 (2020). 《대한민국 체육 100년》. 대한체육회. 2023년 9월 21일에 원본 문서에서 보존된 문서. 2024년 3월 26일에 확인함.

## 같이 보기
- 휘문고등학교
- 휘문고등학교 야구단
- 휘문고등학교 축구단
- 휘문고등보통학교 육상단
- 휘문고등보통학교 정구단
- 휘문고등보통학교 줄다리기단